# Doebki
Doebki (Russisch: Дубки, Seto: Tupka) is een onbewoond stukje grond en voormalig gehucht (derevnja) in het district Petsjory van de Russische oblast Pskov. Het ligt op een schiereiland in het Meer van Pskov. Van 1920 tot 1944 maakte het deel uit van de Estse provincie Petserimaa, maar in 1944 werd het, samen met het overgrote deel van Petserimaa, geannexeerd door de RSFSR.
Tegenwoordig is Doebki een Russische exclave. Er is over land geen directe verbinding met Rusland. Dit vormde ten tijde van de Sovjet-Unie geen probleem, daar er toen geen grenscontroles waren tussen de unierepublieken onderling. Toen de Sovjet-Unie uiteenviel, werden er wel grenscontroles ingesteld tussen bijvoorbeeld Rusland en Estland. Het ongeratificeerde grensverdrag uit 2005 tussen beide landen heeft hierin geen verandering gebracht.

## Geschiedenis
Doebki viel tot in 1920 onder het gouvernement Pskov. Het plaatsje hoorde bij het gebied dat tijdens de Estische Onafhankelijkheidsoorlog door de Esten werd veroverd. Tussen 1920 en 1944 maakte het dorp deel uit van de gemeente Kulje in de Estische provincie Petserimaa. De gemeente kwam in 1945 weer onder Rusland.

## Trivia
- Naast Doebki zijn er nog twee exclaves behorende bij Rusland, de veel bekendere en grotere oblast Kaliningrad (ingeklemd tussen Polen en Litouwen) en Sankovo-Medvezje (twee verlaten dorpen in Wit-Rusland).